# Мишланка (село)
Мишланка (рос. Мышланка) — село у Сузунському районі Новосибірської області Російської Федерації.
Входить до складу муніципального утворення Мишланська сільрада. Населення становить 899 осіб (2017).

## Історія
Згідно із законом від 2 червня 2004 року органом місцевого самоврядування є Мишланська сільрада.

## Населення
| 2002 | 2007 | 2010 | 2012 | 2013 | 2014 | 2015 |
| ---- | ---- | ---- | ---- | ---- | ---- | ---- |
| 921  | ↘891 | ↗917 | ↗920 | →920 | ↗935 | ↘914 |
| 2016 | 2017 |      |      |      |      |      |
| ↘902 | ↘899 |      |      |      |      |      |